# Rem als Jocs Olímpics d'estiu de 2016
Als Jocs Olímpics d'Estiu de 2016, realitzats a la ciutat de Rio de Janeiro (Brasil), es disputaren 14 proves de rem, 8 en categoria masculina i 6 en categoria femenina.
Les proves es realitzaran entre els dies 6 i 13 d'agost de 2016 al llac Rodrigo de Freitas.

## Calendari
| P | Preliminars | R | Repesca | ¼ | Quarts de final | ½ | Semifinals | F | Final |

| Prova↓/Data →                | Ds 6 | Dg 7 | Dl 8 | Dm 9 | Dc 10 | Dj 11 | Dv 12 | Ds 13 |
| ---------------------------- | ---- | ---- | ---- | ---- | ----- | ----- | ----- | ----- |
| Scull individual             | P    | R    |      | ¼    |       | ½     |       | F     |
| Dos sense timoner            | P    | R    |      | ½    |       | F     |       |       |
| Doble Scull                  | P    | R    |      | ½    |       | F     |       |       |
| Doble Scull lleuger          |      | P    | R    |      | ½     |       | F     |       |
| Quatre sense timoner         |      | P    | R    |      | ½     |       | F     |       |
| Quàdruple Scull              | P    |      | R    |      | F     |       |       |       |
| Quatre sense timoner lleuger | P    | R    |      | ½    |       | F     |       |       |
| Vuit amb timoner             |      |      | P    |      | R     |       |       | F     |

| Prova↓/Data →       | Ds 6 | Dg 7 | Dl 8 | Dm 9 | Dc 10 | Dj 11 | Dv 12 | Ds 13 |
| ------------------- | ---- | ---- | ---- | ---- | ----- | ----- | ----- | ----- |
| Scull individual    | P    | R    |      | ¼    |       | ½     |       | F     |
| Dos sense timoner   |      | P    | R    |      | ½     |       | F     |       |
| Doble Scull         | P    | R    |      | ½    |       | F     |       |       |
| Doble Scull lleuger |      | P    | R    |      | ½     |       | F     |       |
| Quàdruple Scull     | P    |      | R    |      | F     |       |       |       |
| Vuit amb timoner    |      |      | P    |      | R     |       |       | F     |

## Participants
Participaran un total de 550 remers, 331 homes i 219 dones.

## Resum de medalles

### Categoria masculina
| Prova                                | Or | Plata | Bronze |
| Scull individual Detalls             | Mahé Drysdale (NZL) | Damir Martin (CRO) | Ondrej Synek (CZE) |
| Doble Scull Detalls                  | CroàciaMartin Sinković · Valent Sinković | LituàniaMindaugas Griškonis · Saulius Ritter | NoruegaKjetil Borch · Olaf Tufte |
| Doble Scull lleuger Detalls          | FrançaPierre Houin · Jeremie Azou | IrlandaGary O'Donovan · Paul O'Donovan | NoruegaKristoffer Brun · Are Strandli |
| Quàdruple Scull Detalls              | AlemanyaPhilipp Wende · Lauritz Schoof · Karl Schulze · Hans Gruhne                                                                                | AustràliaKarsten Forsterling · Alexander Belonogoff · Cameron Girdlestone · James McRae                                                                             | EstòniaAndrei Jämsä · Allar Raja · Tõnu Endrekson · Kaspar Taimsoo                                                                                                   |
| Dos sense timoner Detalls            | Nova ZelandaEric Murray · Hamish Bond | Sud-àfricaLawrence Brittain · Shaun Keeling | ItàliaMarco Di Costanzo · Giovanni Abagnale |
| Quatre sense timoner Detalls         | Regne UnitAlex Gregory · Mohamed Sbihi · George Nash · Constantine Louloudis                                                                       | AustràliaWill Lockwood · Josh Dunkley-Smith · Josh Booth · Alexander Hill                                                                                           | ItàliaDomenico Montrone · Matteo Castaldo · Matteo Lodo · Giuseppe Vicino                                                                                            |
| Quatre sense timoner lleuger Detalls | SuïssaLucas Tramèr · Simon Schürch · Simon Niepmann · Mario Gyr                                                                                    | DinamarcaJacob Barsøe · Jacob Larsen · Kasper Winther Jørgensen · Morten Jørgensen                                                                                  | FrançaFranck Solforosi · Thomas Baroukh · Guillaume Raineau · Thibault Colard                                                                                        |
| Vuit amb timoner Detalls             | Regne UnitPaul Bennett · Scott Durant · Matt Gotrel · Matt Langridge · Tom Ransley · Pete Reed · William Satch · Andrew Triggs-Hodge · Phelan Hill | AlemanyaMaximilian Munski · Malte Jakschik · Andreas Kuffner · Eric Johannesen · Maximilian Reinelt · Felix Drahotta · Richard Schmidt · Hannes Ocik · Martin Sauer | Països BaixosKaj Hendrik · Robert Lücken · Boaz Meylink · Boudewijn Roell · Olivier Siegelaar · Dirk Uittenboogaard · Mechiel Versluis · Tone Wieten · Peter Wiersum |

### Categoria femenina
| Prova                       | Or | Plata | Bronze |
| Scull individual Detalls    | Kim Brennan (AUS) | Genevra Stone (USA) | Duan Jingli (CHN) |
| Doble Scull Detalls         | PolòniaMagdalena Fularczyk · Natalia Madaj | Regne UnitVictoria Thornley · Katherine Grainger | LituàniaDonata Vištartaitė · Milda Valčiukaitė |
| Doble Scull lleuger Detalls | Països BaixosIlse Paulis · Maaike Head | CanadàLindsay Jennerich · Patricia Obee | R.P. de la XinaHuang Wenyi · Pan Feihong |
| Quàdruple Scull Detalls     | AlemanyaAnnekatrin Thiele · Carina Bär · Julia Lier · Lisa Schmidla                                                                                            | Països BaixosChantal Achterberg · Nicole Beukers · Inge Janssen · Carline Bouw                                                                             | PolòniaMaria Springwald · Joanna Leszczyńska · Agnieszka Kobus · Monika Ciaciuch                                                                             |
| Dos sense timoner Detalls   | Regne UnitHelen Glover · Heather Stanning | Nova ZelandaGenevieve Behrent · Rebecca Scown | DinamarcaHedvig Rasmussen · Anne Andersen |
| Vuit amb timoner Detalls    | Estats UnitsEmily Regan · Kerry Simmonds · Amanda Polk · Lauren Schmetterling · Tessa Gobbo · Meghan Musnicki · Eleanor Logan · Amanda Elmore · Katelin Snyder | Regne UnitKatie Greves · Melanie Wilson · Frances Houghton · Polly Swann · Jessica Eddie · Olivia Carnegie-Brown · Karen Bennett · Zoe Lee · Zoe De Toledo | RomaniaRoxana Cogianu · Ioana Strungaru · Milhaela Petrilă · Iuliana Popa · Mădălina Beres · Laura Oprea · Adelina Boguș · Andreea Boghian · Daniela Druncea |

## Medaller
| Posició | País            | Or | Plata | Bronze | Total |
| 1       | Regne Unit      | 3  | 2     | 0      | 5     |
| 2       | Alemanya        | 2  | 1     | 0      | 3     |
| 2       | Nova Zelanda    | 2  | 1     | 0      | 3     |
| 4       | Austràlia       | 1  | 2     | 0      | 3     |
| 5       | Països Baixos   | 1  | 1     | 1      | 3     |
| 6       | Croàcia         | 1  | 1     | 0      | 2     |
| 6       | Estats Units    | 1  | 1     | 0      | 1     |
| 8       | França          | 1  | 0     | 1      | 2     |
| 8       | Polònia         | 1  | 0     | 1      | 2     |
| 10      | Suïssa          | 1  | 0     | 0      | 1     |
| 11      | Dinamarca       | 0  | 1     | 1      | 2     |
| 11      | Lituània        | 0  | 1     | 1      | 2     |
| 13      | Canadà          | 0  | 1     | 0      | 1     |
| 13      | Irlanda         | 0  | 1     | 0      | 1     |
| 13      | Sud-àfrica      | 0  | 1     | 0      | 1     |
| 16      | Itàlia          | 0  | 0     | 2      | 2     |
| 16      | Noruega         | 0  | 0     | 2      | 2     |
| 16      | R.P. de la Xina | 0  | 0     | 2      | 2     |
| 19      | Estònia         | 0  | 0     | 1      | 1     |
| 19      | Txèquia         | 0  | 0     | 1      | 1     |
| 19      | Romania         | 0  | 0     | 1      | 1     |
| Total   | Total           | 14 | 14    | 14     | 42    |